# Dioxydichlorure de tungstène(VI)
Le dioxydichlorure de tungstène(VI) est un composé chimique de formule WO2Cl2. Il se présente comme un solide jaune qui s'hydrolyse rapidement en présence d'humidité, comme les autres halogénures de tungstène. Il s'agit d'un polymère constitué d'unités octaédriques distordues. Le monomère est caractérisé par deux liaisons tungstène–oxygène courtes, typiques pour des liaisons doubles, et deux liaisons W–O longues, typiques de liaisons simples ou de coordination.

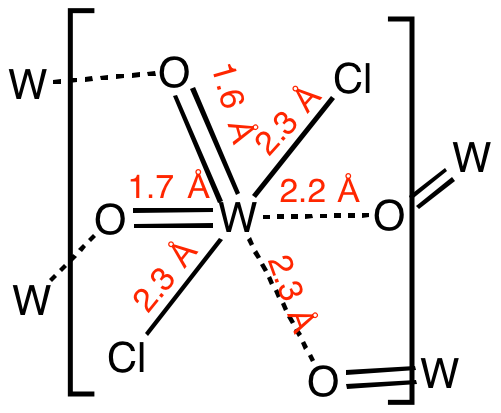
Longueurs de liaisons dans le WO2Cl2.

Le dioxydichlorure de tungstène(VI) est un précurseur employé dans la synthèse d'autres composés du tungstène. On l'obtient en faisant réagir d l'hexachlorure de tungstène WCl6 ou de l'oxytétrachlorure de tungstène(VI) (en) WOCl4 avec du trioxyde de tungstène WO3 dans un tube scellé sous vide à 350 °C :
WCl6 + 2 WO3 ⟶ 3 WO2Cl2.
Il est également possible d'obtenir du dioxydichlorure de tungstène(VI) à l'aide d'hexaméthyldisiloxane O(Si(CH3)3)2 :
WCl6 + 2 O(Si(CH3)3)2 ⟶ 3 WO2Cl2 + 4 ClSi(CH3)3.
Ces synthèses font toutes intervenir l'oxytétrachlorure de tungstène(VI) (en) WOCl4 comme intermédiaire réactionnel.
Le tungstène forme de nombreux oxyhalogénures, tels que WOCl4, WOCl3 et WOCl2. On connaît également les bromures correspondants (WOBr4, WOBr3 et WOBr2) ainsi que l'iodure WO2I2.